# FsPassengers
FSPassengers é um adicional pago (payware) para o simulador de voo da Microsoft, o Flight Simulator. Sua versão mais atual é compatível com o Flight Simulator X. 

## Descrição
FSPassengers simula passageiros virtuais para o simulador. Além disso, é uma importante ferramenta para VA's, como são conhecidas as Linhas Aéreas Virtuais para o simulador. Ele conta com simulação, dos pesos de combustível, carga e pessoas na aeronave. Possui um pacote com sons e melhorias. Ele ajuda ainda mais no desenvolvimento dos pilotos virtuais, pois analisa o voo efetuado, resultando ao piloto comandar a satisfação dos passageiros, além de efetuar os procedimentos corretamente, e caso esses não forem feitos de forma correta, o programa penaliza o piloto. 
Por ser possível montar sua linha aérea e comprar as aeronaves do simulador, garante maior realismo e é quase uma obrigação de todo piloto virtual tê-lo.